# Grant Gilchrist

a Compétitions nationales et continentales officielles uniquement.

b Matchs officiels uniquement.
Dernière mise à jour le 6 février 2024.
Grant Stuart Gilchrist, né le 9 août 1990 à Stirling (Écosse), est un joueur international écossais de rugby à XV évoluant au poste de deuxième ligne (2,03 m pour 120 kg). Il joue au sein de la franchise d'Édimbourg Rugby depuis 2011, ainsi qu'en équipe d'Écosse depuis 2013.

## Biographie

### En club
Pour la saison 2024-2025, il est nommé co-capitaine d'Édimbourg avec Ben Vellacott.

### En équipe nationale
Il a obtenu sa première cape internationale le 16 mars 2013 à l’occasion d’un match contre l'équipe de France à Saint-Denis (France).
À 23 ans, il est nommé capitaine de la sélection écossaise par Vern Cotter, pour affronter l'Argentine.
Le 16 août 2023, il fait partie de la liste définitive des 33 joueurs convoqués par Gregor Townsend pour disputer la Coupe du monde 2023.
Au mois de janvier 2024, il est sélectionné pour le Tournoi des Six Nations. Toutefois, il manque la première journée à cause d'une suspension. Il est de retour pour la journée suivante.

## Statistiques en équipe nationale
- 79 sélections (66 fois titulaire, 13 fois remplaçant)
- 5 points (1 essai)
- 2 fois capitaine depuis le 20 juin 2014
- Sélections par année : 4 en 2013, 4 en 2014, 6 en 2015, 4 en 2017, 10 en 2018, 12 en 2019, 2 en 2020, 6 en 2021, 11 en 2022, 9 en 2023 5 en 2024
- Tournoi des Six Nations disputés : 2013, 2017, 2018, 2019, 2020, 2021, 2022, 2023 et 2024

En Coupe du monde :
- 2015 : 2 sélections (Japon, États-Unis)
- 2019 : 4 sélections (Irlande, Samoa, Russie, Japon)
- 2023 : 3 sélections (Afrique du Sud, Roumanie, Irlande)